# Orla Nord
Orla Nord (ur. 30 września 1875  - zm. ?) – duński kolarz torowy, brązowy medalista mistrzostw świata.

## Kariera
Największy sukces w karierze Orla Nord osiągnął w 1902 roku, kiedy zdobył brązowy medal w sprincie indywidualnym amatorów podczas mistrzostw świata w Rzymie. W zawodach tych wyprzedzili go jedynie dwaj Francuzi: Charles Piard oraz Léon Delaborde. Był to jedyny medal wywalczony przez Norda na międzynarodowej imprezie tej rangi. Na rozgrywanych rok wcześniej torowych mistrzostwach kraju zdobył złoty medal w tej samej konkurencji. Nigdy nie wystąpił na igrzyskach olimpijskich. Jego dalszy los jest nieznany.